# Gastronomie des Landes
La gastronomie des Landes est l'ensemble des connaissances et des pratiques concernant l'alimentation de ce département du Sud-Ouest de la France. La tradition culinaire des Landes combine les produits issus de l'agriculture et de l'élevage locaux mis en valeur et perpétués par la culture gasconne.

## Présentation
La gastronomie des Landes est portée par de grands chefs étoilés, tels que Hélène Darroze, Alain Ducasse, Alain Dutournier, héritiers de cuisiniers d'exception tels que Paul Saint-Martin ou  Michel Guérard.  Elle est également popularisée par des personnalités médiatiques telles que Maïté. L'industrie agro-alimentaire est présente avec de grands groupes tels que Labeyrie, Delpeyrat ou Bonduelle. Le département compte enfin cinq restaurants étoilés au Guide Michelin : Villa de l'Etang Blanc (Seignosse), Les Prés d’Eugénie (Eugénie-les-Bains), Relais de la Poste (Magescq), Le Hittau (Saint-Vincent-de-Tyrosse), Table Mirasol (Mont-de-Marsan).

## Produits et plats
Tableaux présentant les principaux produits gastronomiques des Landes :
| Plat / Produit                  | Description | Origine                                                                      | Illustration                                    | Références |
| ------------------------------- | --- | ---------------------------------------------------------------------------- | ----------------------------------------------- | ---------- |
| Asperge des Sables des Landes   | Asperge blanche, la seule qui bénéficie du label Indication géographique protégée. | Les 331 communes du département des Landes                                   | Asperges des Landes                             |            |
| Bœuf de Chalosse                | Indication Géographique Protégée utilisée pour de la viande bovine, associée à un Label Rouge. | Chalosse                                                                     | Bœuf de Chalosse                                |            |
| Canard à foie gras du Sud-Ouest | indication géographique protégée concernant la viande de canard gavé dans le Sud-Ouest de la France. |                                                                              | Foie gras                                       |            |
| Cèpes                           | Nom vernaculaire du Boletus edulis, espèce de champignons cuisinés en omelette ou comme accompagnement de viandes. |                                                                              | Cèpe                                            |            |
| Confit de canard                | Ou confit d'oie. Il se prépare avec des oiseaux gras, engraissés par gavage, les mêmes dont sont issus le magret et le foie gras. |                                                                              | Confit de canard                                |            |
| Cruchade                        | Bouillie de maïs ou de millet, connue depuis le XVe siècle. | Landes de Gascogne                                                           | Cruchade                                        |            |
| Escaoudoun landais              | Estouffade, faite à base de porc noir de Gascogne, dont les morceaux cuisent dans une sauce au vin moelleux et aux légumes. |                                                                              | Escaoudoun landais                              |            |
| Huîtres d'Hossegor              | Issues de l'activité ostréicole dans le lac d'Hossegor. |                                                                              | File:Casiers à huitres dans le lac d'Hossegor   |            |
| Magret de Canard                | Le magret de canard est une spécialité de la région, un filet de canard souvent rôti. |                                                                              | Cuisson à la plancha dans les Landes.           |            |
| Méture                          | Pain traditionnel réalisé à base de farine de maïs dans deux départements (sud des Landes et les Pyrénées-Atlantiques). | Bassin de l'Adour                                                            |                                                 |            |
| Poissons de l'Atlantique        | Le port de Capbreton est le seul port de pêche du département. Les principales espèces pêchées sont : - poissons blancs : bar, sole, turbot, merlu, lieu jaune, lieu noir, thon - poissons colorés :dorade, rouget, maigre - petits poissons : anchois, sardine, maquereau - autres : chipiron, seiche, congre. | Golfe de Gascogne                                                            | Ventre directe de poisson au port de Capbreton. |            |
| Salade landaise                 | Également appelée assiette landaise. Sa particularité tient dans le fait que les gésiers confits, et le magret de canard sont servis chauds, alors que les autres ingrédients comme la salade, les tomates, ou asperges sont servis froids ou frais,.                                                           |                                                                              | Salade landaise                                 |            |
| Salmis de palombe               | Ragoût de pigeon ramier tué lors de la chasse à la palombe rôti cuisiné dans une sauce au vin épicée. |                                                                              | Salmis de palombe                               |            |
| Saumon de l'Adour               | Également appelé saumon des gaves. | Pêche dans l'embouchure de l'Adour, dans le gave de Pau et le gave d'Oloron. | Saumon de l'Adour                               |            |
| Volailles des Landes            | La qualité des volailles des Landes justifie l'octroi en 1965 du premier Label rouge en France sous l'appellation « volailles fermières des Landes » et de l'Indication géographique protégée « Volailles des Landes » le 12 juin 1996.                                                                         |                                                                              | Blanc de volaille des Landes                    |            |

| Fromage | Description                   | Origine | Illustration | Références |
| ------- | ----------------------------- | ------- | ------------ | ---------- |
| Amou    | Fromage de brebis de Gascogne | Amou    |              |            |

| Dessert         | Description | Origine                    | Illustration         | Références |
| --------------- | --- | -------------------------- | -------------------- | ---------- |
| Côte d'Argent   | Gâteau roulé local du littoral aquitain, inventé par André Carrau, fait de génoise, de meringue italienne, de crème au rhum et de pignons. | Côte d'Argent              | Côte d'Argent        |            |
| Dacquoise       | Gâteau constitué de deux ou trois disques de pâte meringuée aux amandes (mélangées éventuellement avec des noisettes, de la noix de coco, des pistaches), séparés par des couches de crème au beurre diversement parfumée, et poudré de sucre glace. | Dax                        | Dacquoise            |            |
| Kiwi de l'Adour | Production fruitière du sud-ouest de la France. Il est le seul kiwi à bénéficier de la double certification Label rouge et Indication géographique protégée.                                                                                         | Petites-Landes et Chalosse | Kiwi de l'Adour      |            |
| Merveille       | Variété de beignets traditionnellement préparée lors de Mardi gras. | Grand Sud-Ouest français   |                      |            |
| Millas          | Parfois appelé escauton, broye, millade, millassou, cruchade ou mioque, est un parent proche de la polenta, faite avec de la semoule de maïs ({Milh}).                                                                                               |                            |                      |            |
| Pastis landais  | Pâtisserie parfumée parfois à l’eau de fleur d'oranger, à la vanille ou au rhum. | Landes de Gascogne         | Pastis landais       |            |
| Tourtière       | Gâteau aux pommes ou aux pruneaux. | Landes centrales           | Tourtière des Landes |            |

## Vignobles et vins
Tableaux présentant les principaux vignobles et appellations des Landes :
| Vin                 | Description | Origine             | Illustration  | Références |
| ------------------- | --- | ------------------- | ------------- | ---------- |
| Coteaux-de-chalosse | Landes (IGP), vins secs et moelleux                                                                                      | Chalosse.           | Chalosse      |            |
| Côtes-de-l'adour    | Landes (IGP), vignoble situé à flanc de coteaux, sous-sol argilo-calcaire et de sable à gravettes.                       | Côtes de l'Adour    |               |            |
| Côtes-de-saint-mont | Landes (IGP), une partie de l'aire d'appellation se situe sur la commune d'Aire-sur-l'Adour.                             |                     |               |            |
| Sables-de-l'océan   | Landes (IGP), vin du littoral landais, de Lit-et-Mixe à Capbreton, dans les plaines sablonneuses à proximité de l'océan. | Maremne et Marensin | Vin des dunes |            |
| Sables-fauves       | Landes (IGP). Sur les sables fauves d'origine maritime s'épanouissent colombard, ugni blanc, gros manseng et sauvignon.  |                     |               |            |
| Tursan (AOC)        | Vin d'appellation d'origine contrôlée dont le vignoble s'étend sur deux départements (Landes et Gers).                   | Tursan              | Vin de Tursan |            |

## Alcools
Tableaux présentant les principaux alcools des Landes :
| Alcool           | Description                                                               | Origine      | Illustration     | Références |
| ---------------- | ------------------------------------------------------------------------- | ------------ | ---------------- | ---------- |
| Armagnac         | Eau-de-vie de vin                                                         | Bas-Armagnac | Armagnac         |            |
| Floc de Gascogne | Vin de liqueur élaboré par mélange de moût de raisin et d'armagnac jeune. | Bas-Armagnac | Floc de Gascogne |            |